# Општина Нанешти (Вранча)
Нанешти (рум. Năneşti) општина је у Румунији у округу Вранча.
Oпштина се налази на надморској висини од 16 m.